# BET Awards
I BET Awards sono dei premi statunitensi istituiti nel 2001 dal network Black Entertainment Television per celebrare afroamericani nel campo della musica, della recitazione, dello sport e di altri settori dell'intrattenimento.

## Storia
I premi, che vengono assegnati ogni anno, vengono trasmessi in diretta su Black Entertainment Television. La cerimonia annuale di presentazione prevede esibizioni di artisti; alcuni dei premi di maggiore interesse popolare vengono consegnati durante una cerimonia televisiva. Il trofeo è stato progettato dall'artista e scultore Carlos Rodriguez, anche conosciuto come Mare139. 
L'edizione del 2009 è stata completamente un tributo al defunto Michael Jackson, occasione in cui Ciara ha cantato Heal the World, nota canzone di Jackson.

### Luogo
La cerimonia inaugurale del 2001 fu ospitata al Paris Resort Aziz di Las Vegas Strip. Tra il 2002 e il 2005, l'evento fu ospitato al Kodak Theatre di Hollywood. 
Dal 2006 al 2012 la premiazione si è svolta allo Shrine Auditorium di Los Angeles.
Dal 2013 la cerimonia si svolge presso il Microsoft Theater di Los Angeles.

### Presentatori
- 2001: Steve Harvey e Cedric the Entertainer
- 2002: Steve Harvey e Cedric the Entertainer
- 2003: Mo'Nique
- 2004: Mo'Nique
- 2005: Will Smith e Jada Pinkett Smith
- 2006: Damon Wayans
- 2007: Mo'Nique
- 2008: D. L. Hughley
- 2009: Jamie Foxx
- 2010: Queen Latifah
- 2011: Kevin Hart
- 2012: Samuel L. Jackson
- 2013: Chris Tucker
- 2014: Chris Rock
- 2015: Anthony Anderson e Tracee Ellis Ross
- 2016: Anthony Anderson e Tracee Ellis Ross
- 2017: Leslie Jones
- 2018: Jamie Foxx
- 2019: Regina Hall
- 2020: Amanda Seales
- 2021: Amanda Seales

## Cerimonie
- BET Awards 2001
- BET Awards 2002
- BET Awards 2003
- BET Awards 2004
- BET Awards 2005
- BET Awards 2006
- BET Awards 2007
- BET Awards 2008
- BET Awards 2009
- BET Awards 2010
- BET Awards 2011
- BET Awards 2012
- BET Awards 2013
- BET Awards 2014
- BET Awards 2015
- BET Awards 2016
- BET Awards 2017
- BET Awards 2018
- BET Awards 2019
- BET Awards 2020
- BET Awards 2021
- BET Awards 2022
- BET Awards 2023

## Categorie dei premi

### Attuali

#### Musica
- BET Award all'album dell'anno
- BET Award al video dell'anno
- BET Award all'artista dell'anno
- BET Award al miglior artista emergente
- BET Award alla scelta del pubblico
- BET Award alla miglior collaborazione
- BET Award al miglior artista maschile hip hop
- BET Award alla miglior artista femminile hip hop
- BET Award al miglior artista maschile R&B
- BET Award alla miglior artista femminile R&B
- BET Her Award
- BET Award al miglior artista internazionale
- BET Award al miglior artista emergente internazionale

#### Cinema
- BET Award al miglior film
- BET Award al miglior attore
- BET Award alla miglior attrice

#### Atleti
- BET Award allo sportivo dell'anno
- BET Award alla sportiva dell'anno

#### Altri premi
- BET Award al direttore di video musicale dell'anno
- Premio YoungStar

### Speciali
- Premio Umanitario
- Premio Realizzazione personale

### Passati
- BET Award al miglior artista gospel (2001-2016)
- BET Award al miglior attore e miglior attrice dell'anno (2010-2012)

## Statistiche e record

### Plurivincitori
- Beyoncé - 32 (con Destiny's Child e The Carters)
- Chris Brown - 19
- Drake - 15
- Serena Williams, Nicki Minaj - 12
- Lil Wayne - 11

### Pluricandidati
- Beyoncé - 75 (67 solista, 8 con le Destiny's Child)
- Drake - 51 (46 solista, 5 con Young Money)
- Chris Brown - 51
- Jay Z - 35 (30 solista, 5 con The Throne)
- Kanye West - 31 (26 solista, 5 con The Throne)
- Lil Wayne - 31 (28 solista, 5 con Young Money)
- Nicki Minaj - 31 (29 solista, 4 con Young Money)
- Rihanna - 23
- Kendrick Lamar - 21
- Usher - 19
- Missy Elliott - 18
- Cardi B, Serena Williams - 17
- Bruno Mars, Venus Williams - 16
- Alicia Keys, T.I. - 15